# Brassia
Brassia je rod orchidejí. Jsou to většinou epifyty s jednoduchými pahlízami a pohlednými květy s nápadně úzkými okvětními lístky. Rod zahrnuje přes 50 druhů a je rozšířen v Americe od Floridy po Bolívii.

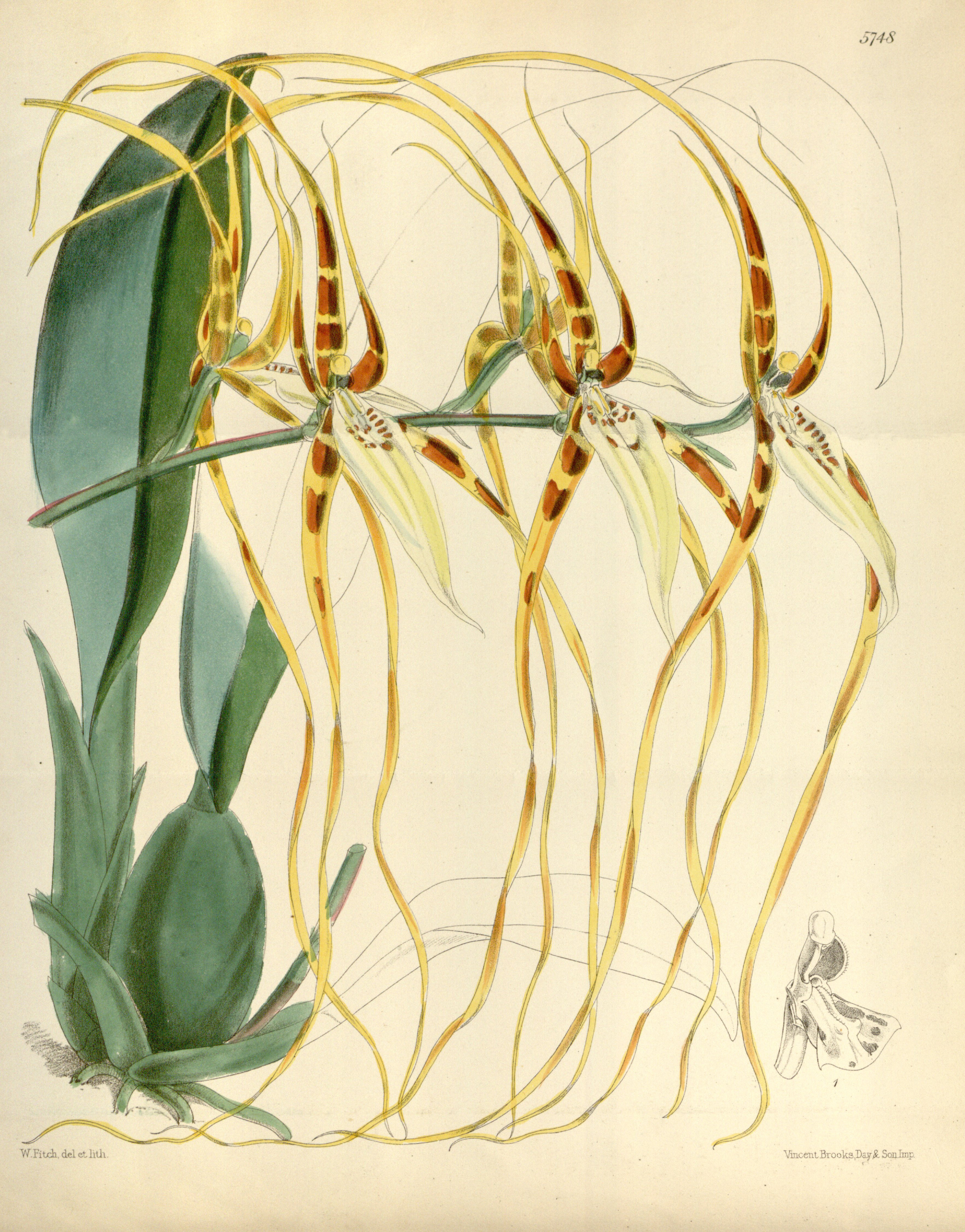
Kresba Brassia arcuigera z roku 1869

## Popis
Zástupci rodu Brassia jsou epifytní, řidčeji litofytní nebo pozemní orchideje. Oddenek je buď silně zkrácený nebo naopak dlouhý a tlustý. Listy vyrůstají po 1 až 3 z vrcholu jednoduché pahlízy. Pahlízy bývají spíše protáhlé, podlouhlé, vejcovité nebo elipsoidní, často ostře zploštělé, pokryté několika střechovitými pochvami. Listy jsou konduplikátní, většinou podlouhlé, podlouhle eliptické nebo podlouhle obvejčité, tence kožovité až poněkud dužnaté. Květenství jsou většinou hroznovitá nebo výjimečně latovitá, řídká nebo hustá, vyrůstající po 1 až 3 od báze pahlízy. Květy jsou obvykle nápadné a pohledné, často vonné, resupinátní (otočené o 180°), dlouho vytrvávající. Okvětní lístky jsou volné, dlouhé a úzké, na vrcholu zašpičatělé nebo dlouze protažené, většinou zbarvené v různých odstínech zelené, žluté nebo hnědé barvy a hnědě nebo purpurově skvrnité. Korunní lístky jsou podobné jako kališní ale často kratší. Pysk je celistvý, trojlaločný nebo houslovitý, kratší a širší než ostatní části okvětí, na vrcholu často zašpičatělý až ocasatý. Sloupek je krátký a tlustý, nekřídlatý. Prašník je vrcholový, se 2 polinii. Blizna je hřbetní, příčná, úzká.

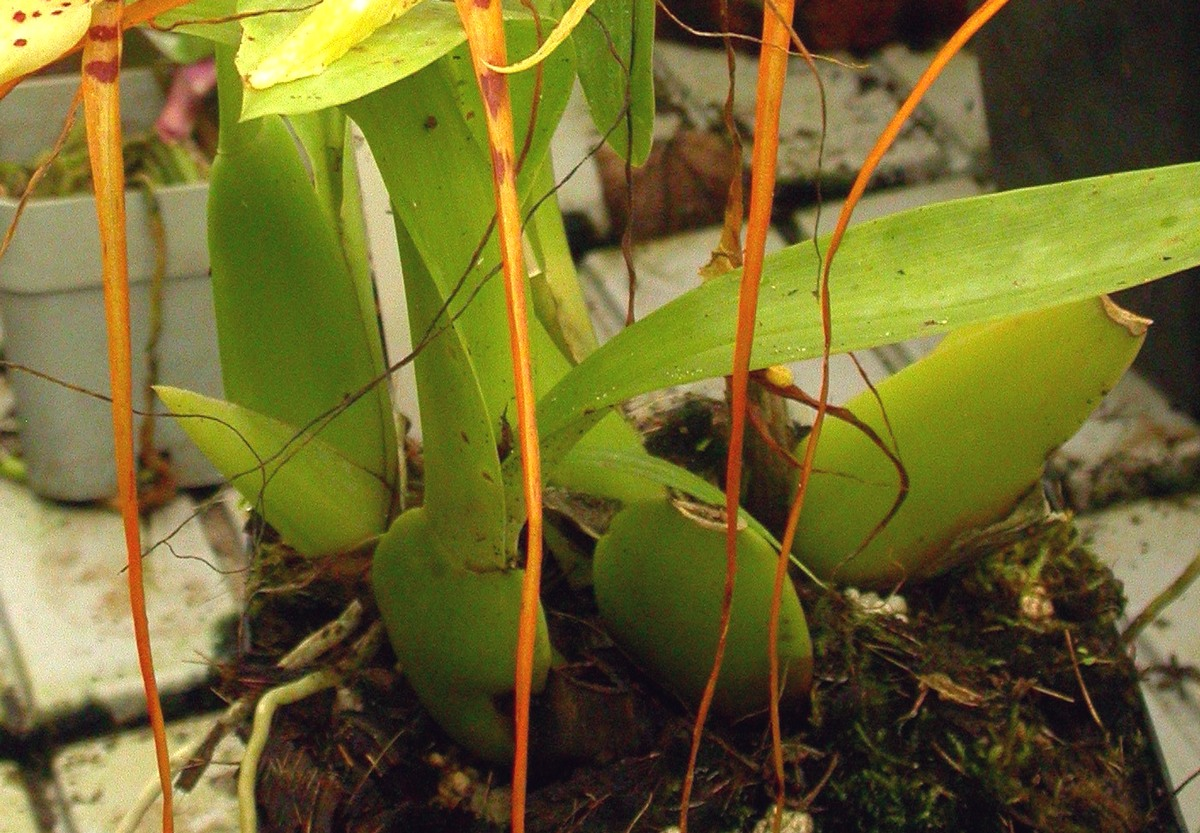
Pahlízy Brassia arcuigera
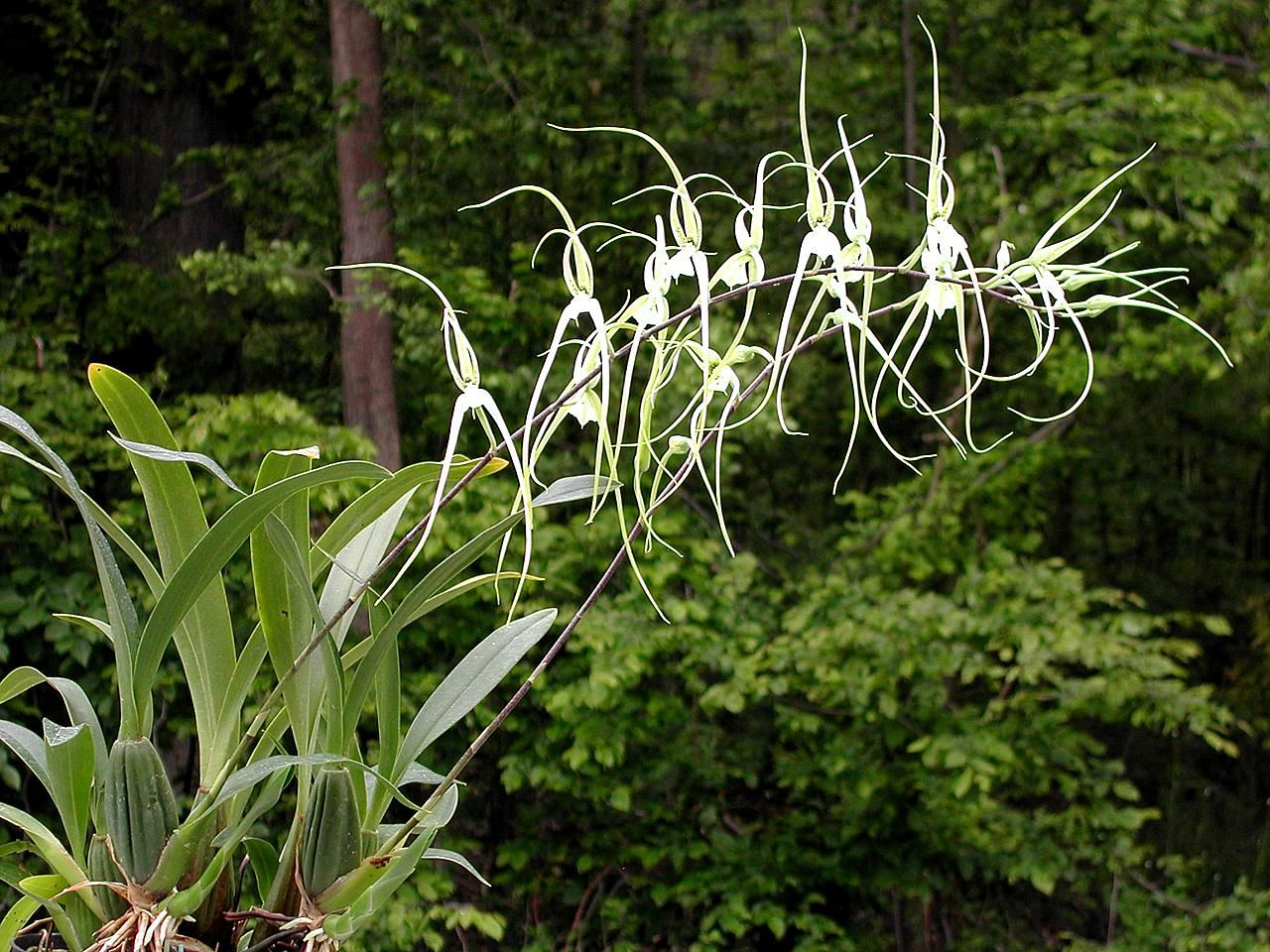
Brassia verrucosa
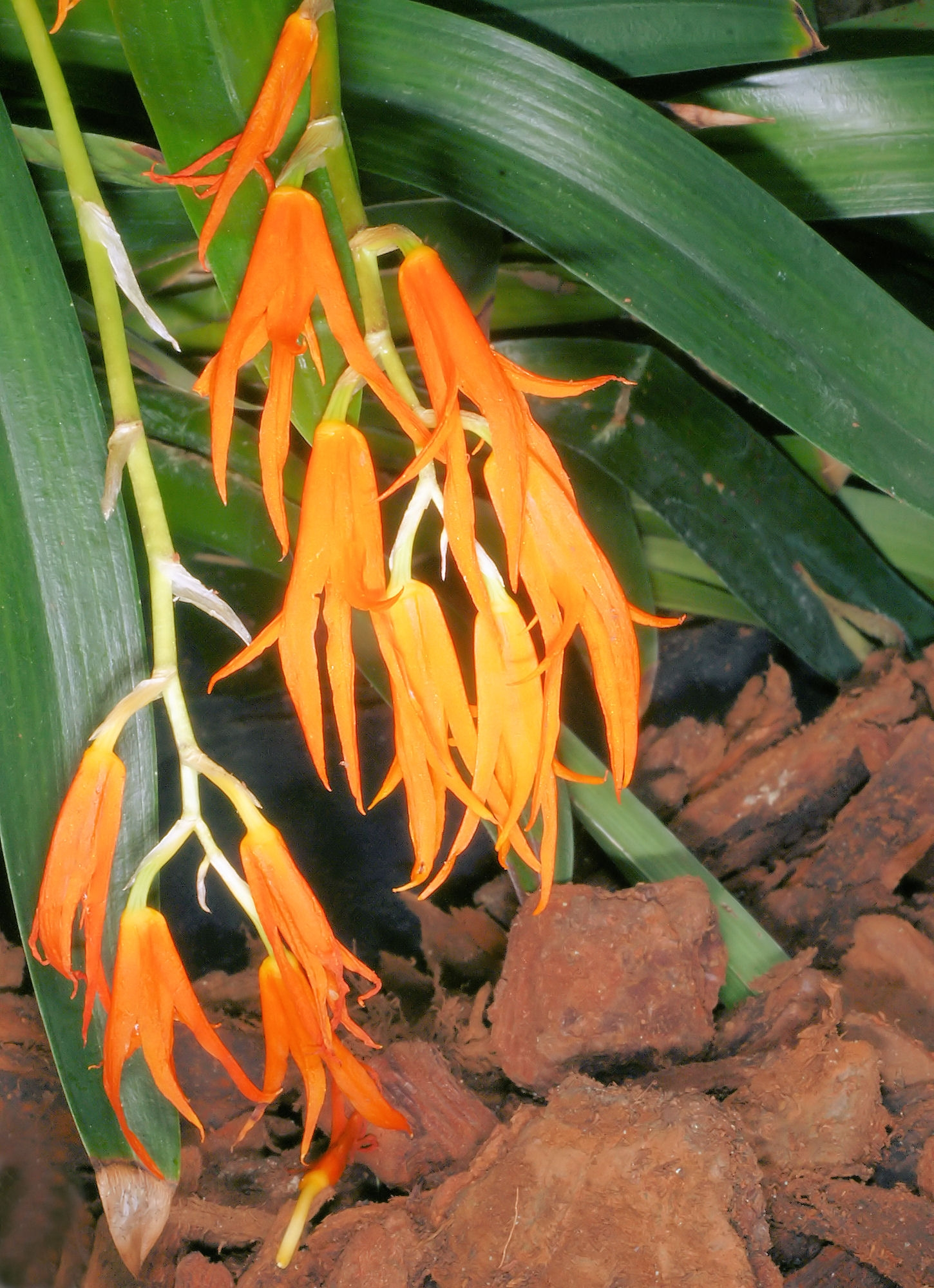
Oranžově kvetoucí druh Brassia aurantiaca

## Rozšíření
Rod zahrnuje asi 50 až 66 druhů a je rozšířen výhradně v Americe. Areál jeho rozšíření sahá od Floridy a jižního Mexika po Brazílii a Bolívii.

## Taxonomie
Rod Brassia je v rámci čeledi Orchidaceae řazen do podčeledi Epidendroideae, tribu Cymbidieae a podtribu Oncidiinae.

## Význam
Orchideje rodu Brassia mají pohledné a zajímavé květy a jsou pěstovány ve sbírkách orchidejí. Byly vyšlechtěny hybridní kultivary a také celá řada různých mezirodových kříženců.

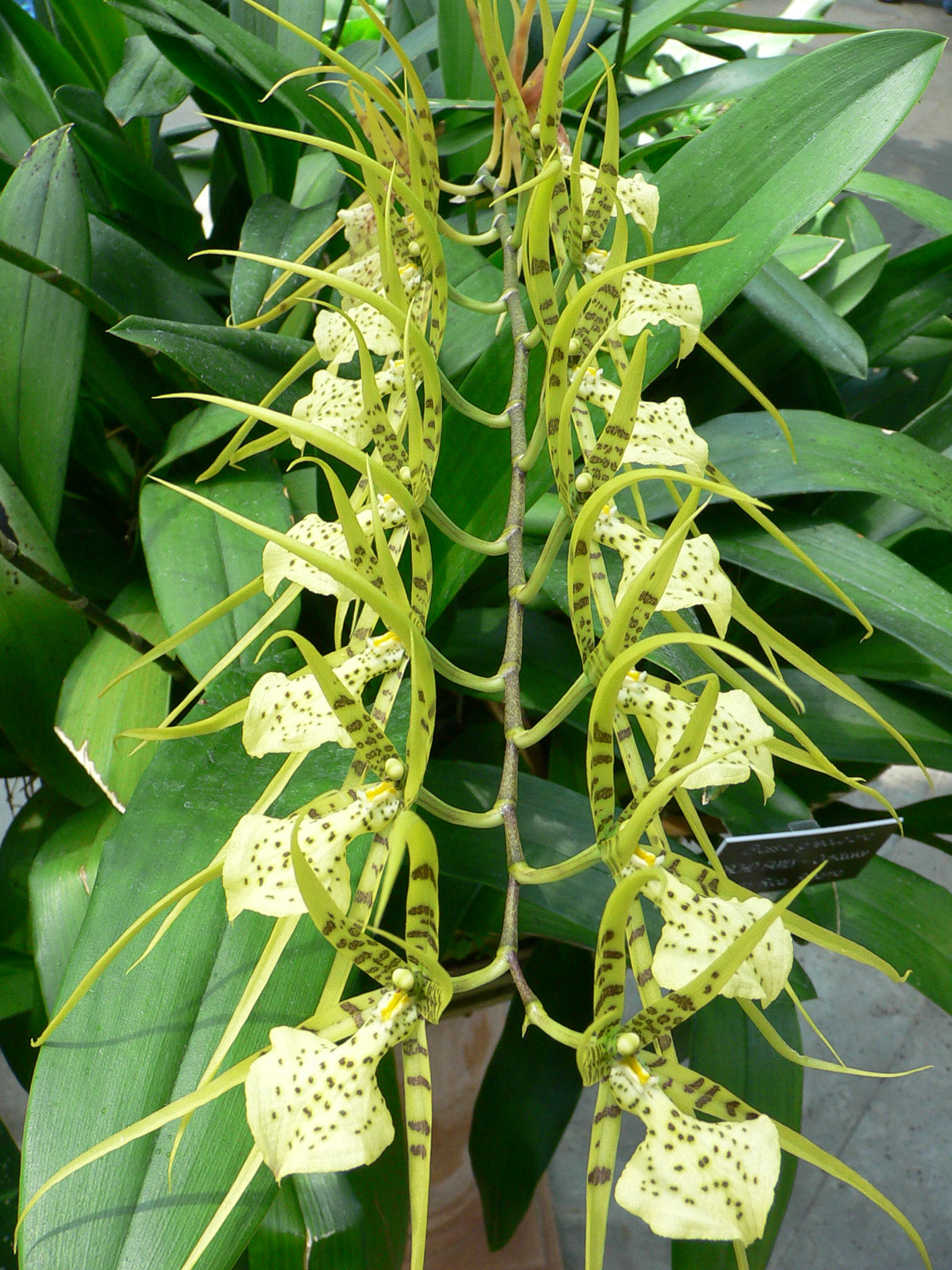
Bohatě kvetoucí kultivar Brassia 'Rex'
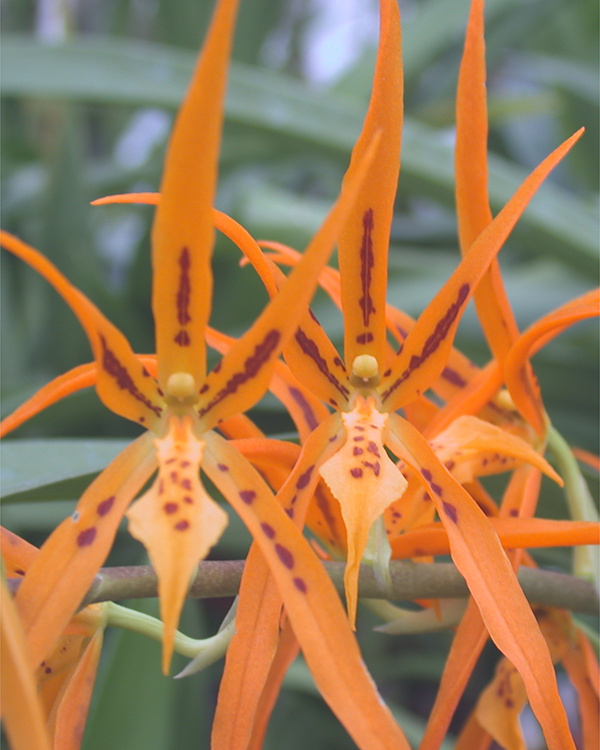
Kultivar Brassia 'Orange Delight'
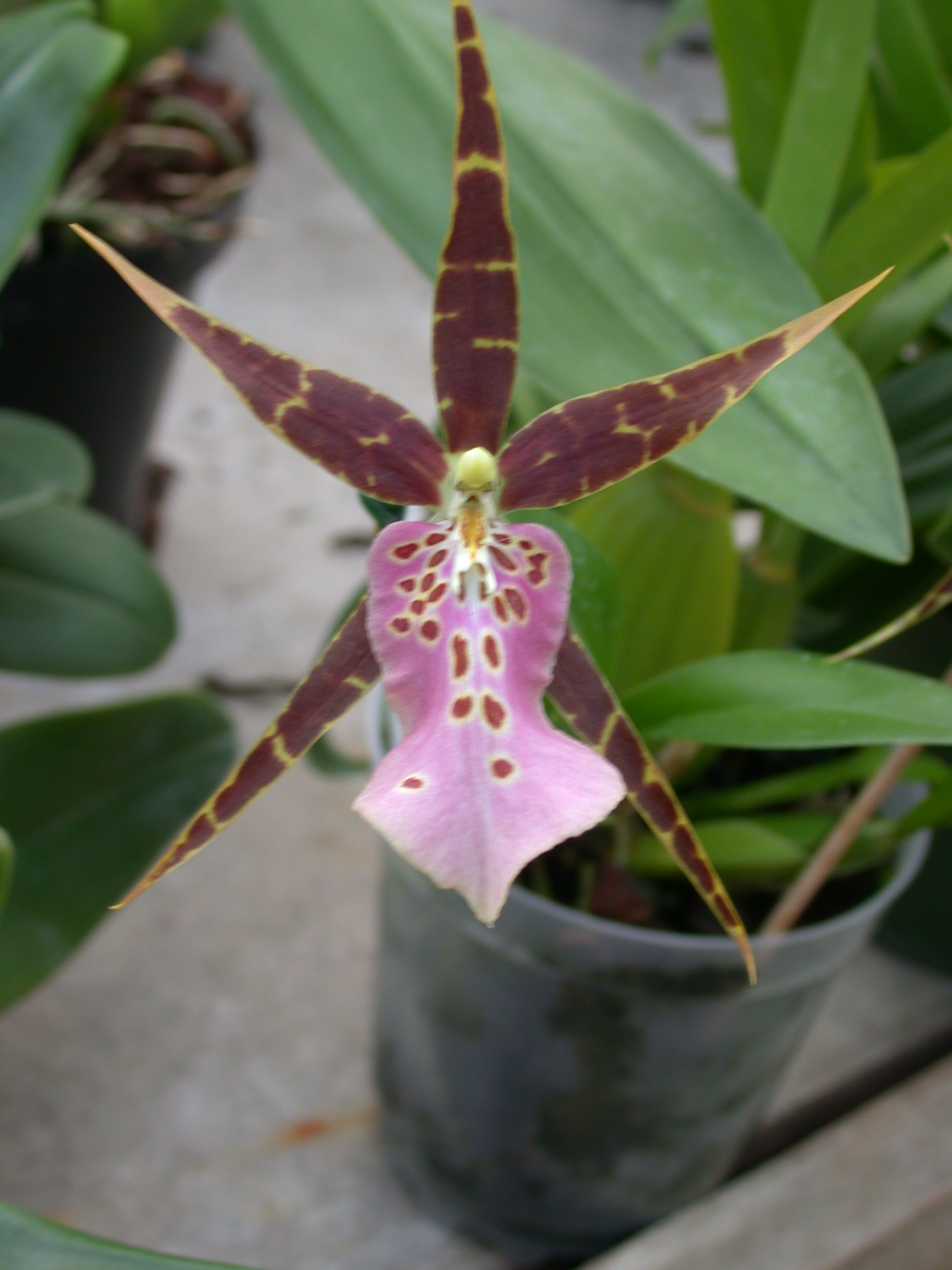
× Bratonia, kříženec rodů Brassia a Miltonia